# 卡緬卡河 (烏蘇里江支流)
卡缅卡河（俄语：Река Каменка）是滨海边疆区丘古耶夫卡区的河流，源起草地山，长4.4公里，流域面积140平方公里，宽2至26米，深0.2到0.8米，注入乌苏里江。

## 引用
1. ↑  А·П·穆拉诺夫. . 列宁格勒: 气象出版社. 1966 （俄语）.
2. ↑  . 列宁格勒: 气象出版社 （俄语）.
3. ↑  Т·А·基谢尔科瓦娅. . 列宁格勒: 气象出版社. 1977 （俄语）.
4. ↑  . 国家水登记处.   [2023-11-02]. （原始内容存档于2023-11-02） （俄语）.